# Xanthorhoe multistriga
Xanthorhoe multistriga là một loài bướm đêm trong họ Geometridae.